# Parafia św. Ojca Pio w Węgrowie
Parafia pw. św. Ojca Pio w Węgrowie – rzymskokatolicka parafia należąca do dekanatu węgrowskiegoDiecezja drohiczyńska, diecezji drohiczyńskiej, metropolii białostockiej.

## Obszar parafii

### Zmiany administracyjne
Parafia została wydzielona z dotychczasowych Parafii: Wniebowzięcia Najświętszej Maryi Panny (Bazylika Mniejsza) oraz św. Piotra z Alkantary i św. Antoniego z Padwy.

### Miejscowości i ulice
W granicach parafii znajdują się ulice Węgrowa:

- Aleja Partyzantów,
- bł. ks. Jerzego Popiełuszki,
- Brzozowa, Cicha,
- Gdańska (od ul. Prostej: po stronie nieparzystej nr od 69 do końca ulicy i po stronie parzystej od nr 72 do końca ulicy),
- Księżycowa,
- Miła,
- Nowy Świat,
- Nowiny (od nr 2 do nr 22),
- Osiedle Grudzie I,
- Osiedle Grudzie II,
- Osiedle Grudzie III,
- Osiedle Miedzanka,
- Paczóskiego,
- Pogodna,
- Prosta,
- Północna,
- Słoneczna,
- Sosnowa,
- Strefowa,
- Szeroka (numery parzyste od nr 50, numery nieparzyste od nr 7),
- Świerkowa,
- Zaciszna.

## Historia
Parafia Rzymskokatolicka św. Ojca Pio w Węgrowie została powołana do istnienia dekretem Biskupa Drohiczyńskiego Antoniego Dydycza, dnia 2 grudnia 2007 roku. Pierwszym proboszczem został ks. Wiesław Niemyjski. 

## Miejsca święte

### Kościół parafialny
Od 1 maja 2011 r.  msze święte parafii odprawiane są w nowo wybudowanej kaplicy. Nowy kościół pw. św. Ojca Pio będzie wybudowany według projektu architekta Marka Przeździeckiego z Warszawy.

### Dawniej posiadane lub użytkowane przez parafię świątynie
Tymczasowym kościołem parafialnym była Bazylika Mniejsza w Węgrowie.